# Ormond Beach
Ormond Beach är en stad (city) i Volusia County, i delstaten Florida, USA. Enligt United States Census Bureau har staden en folkmängd på 38 153 invånare (2011) och en landarea på 82,7 km².